# Беляков, Дмитрий Прокофьевич
Дмитрий Прокофьевич Беляко́в (1910 — ?) — советский инженер, конструктор боеприпасов, разработчик бронебойных снарядов.

## Биография
Родился 11 (24 октября) 1910 года в Новгородской губернии.
Окончил Ленинградский индустриальный институт (Ленинградский политехнический институт) и Военно-морскую академию имени К. Е. Ворошилова.
В 1936—1953 годах конструктор НИИ-24.
Был одним из авторов и создателей бронебойных снарядов, спроектированных и отработанных в первые годы Великой Отечественной войны.
Предложил надрезы — локализаторы, кольцевые канавки определённой глубины (концентраторы напряжения), выполненные на цилиндрической части бронебойного снаряда. При пробивании брони происходит разрушение части бронебойного снаряда по этим канавкам, при этом неразрушенная часть снаряда с зарядом взрывчатых веществ, расположенным в донной части снаряда и донным взрывателем, пробивает броню и разрывается в боевом отделении.
В 1941—1942 годах были сданы на вооружение и приняты в серийное производство:
- — 57-мм бронебойно-трассирующий снаряд инд. 53-БР-271СП к пушкам ЗИС-2 и ЗИС-4 (конструкторы Б. П. Векшин, Д. П. Беляков);
- — 85-мм бронебойно-трассирующий снаряд инд. 53-БР-365 к зенитной пушке образца 1939 г. (конструкторы Д. П. Беляков, В. Я. Матюшкин).

В 1956 году окончил промышленную академию и до 1970 года работал на различных должностях в министерстве оборонной промышленности СССР.
В 1970—1981 конструктор Научно-исследовательского машиностроительного института (НИМИ, бывший НИИ-24).
С 1981 года на пенсии по инвалидности.

## Награды и премии
- медаль «За трудовое отличие» (1939)
- орден Ленина
- орден Кутузова II степени
- орден Отечественной войны I степени (1944).
- Сталинская премия второй степени (1951) — за работу в области химической технологии (создание подкалиберных снарядов к 45-, 57-, 76- и 85-миллиметровыми пушкам).